# Lucas Cranach el Viejo
Lucas Cranach el Viejo (en alemán, Lucas Cranach der Ältere; Kronach, 1472-Weimar, 16 de octubre de 1553) fue un artista alemán, pintor y diseñador de grabados en xilografía. Es padre del también pintor Lucas Cranach el Joven (1515-1586). Fue pintor de cámara de los príncipes electores de Sajonia durante la mayor parte de su carrera, destacando por sus retratos, tanto de príncipes alemanes como de líderes de la Reforma protestante, cuya causa abrazó con entusiasmo, siendo uno de los principales artistas vinculados a la Reforma. Fue amigo cercano de Martín Lutero. Cranach también pintó temas religiosos, primero en la tradición católica y luego siendo de los primeros en tratar de introducir las doctrinas luteranas en el arte. A lo largo de su carrera trató también el desnudo en obras bíblicas y mitológicas, con un canon de belleza femenino característico, que introdujo en Alemania el gusto por esa temática. Cranach mantuvo un gran taller que reproducía numerosas versiones y copias de sus obras más exitosas. Sus hijos, discípulos y seguidores perpetuaron su estilo, aunque más estereotipado, hasta finales del siglo XVI en Alemania y Centroeuropa. Se lo considera el pintor alemán más exitoso de su época.

## Biografía

### Educación y comienzos
Lucas nació en Kronach, entonces Cranach, en la alta Franconia, y aprendió a pintar de su padre Hans Maler, un próspero pintor artesano. Tenía al menos seis hermanas y dos hermanos. Su madre Barbara, de soltera Hübner, falleció en 1491. Posteriormente, usaría su lugar de nacimiento como apellido, una costumbre de la época. En 1502 fue a Viena, centro cultural entonces por encontrarse allí la corte del emperador Maximiliano I, y permaneció hasta 1504 probablemente creando contactos con potenciales clientes y empleadores, así como con destacados humanistas. Sus pinturas de esta época muestran claras influencias de la escuela del Danubio.
Se desconoce el taller donde tomó clases de pintura; se supone que conoció al maestro de pintura alemán Matthias Grünewald que le hubo de ofrecer algo de educación. Grünewald practicó en Bamberg y en Aschaffenburg, siendo Bamberg la capital de la diócesis donde Cranach vivía.
La primera referencia escrita de su existencia es en la ciudad alemana de Wittenberg en el año 1504, en el que el príncipe del lugar le daba a todavía Lucas Maler un cierto salario por su trabajo como pintor decorativo. Se sabe además que poseía una casa en Gotha y que hacia 1512-1513 se casó con Barbara Brengebier (muerta en 1541), hija del alcalde de la ciudad. Tuvieron cinco hijos:
- Hans Cranach (hacia 1513 -1537), también pintor.
- Lucas Cranach el Joven (1515 -1586) se hizo cargo del taller paterno a partir de 1550 y, como su padre, fue concejal y alcalde de Wittenberg. El nieto Agustín Cranach (1554-1595) y el bisnieto Lucas Cranach III (1586-1645) continuaron la tradición familiar como pintores.
- Barbara (muerta en 1601) casada desde 1543 con el canciller sajón Christian Brück. Su bisnieta fue la madre del escritor, poeta y pensador Johann Wolfgang von Goethe, por lo que Lucas Cranach es su tatarabuelo materno.
- Ursula (?-?) casada por primera vez el 3 de mayo de 1537, y en segundas nupcias en 1544 con el alcalde de Gotha Georg Dasch.
- Anna (fallecida el 30 de junio de 1577), casada con el boticario y alcalde de Wittenberg Caspar Pfreund.

### Carrera pictórica
La primera evidencia de los trabajos artísticos de Lucas Cranach provienen de en torno a 1500. En esta época ya abordaba diversas tareas: decoración de interiores de iglesias y capillas, decoraciones para fiestas cortesanas, pinturas de altar y retratos, diseños para grabados en madera (xilografías) y en placas de bronce. Pronto tuvo empleo de oficial dedicado a pintar al fresco las paredes de los palacios de Coburgo y Locha, debido en parte a la fama que tenía de meticuloso y de realista. Los motivos pintados eran escenas de caza y pastoriles.
Antes de 1508 llegó a pintar diversas piezas de altar para el castillo de Wittenberg en competición con sus contemporáneos Alberto Durero, Hans Burgkmair y otros; el duque y su hermano Juan fueron retratados por él en diversas ocasiones tanto en pintura como en xilografía. La gran reputación lograda por Lucas hizo que en 1509 viajara a Malinas en Holanda al servicio del emperador Maximiliano I y Carlos V. Hasta 1508 Cranach firmaba sus obras solo con sus iniciales, pero el 6 de enero de 1508 Cranach recibió del príncipe un emblema como escudo de armas que él desde entonces empleará como firma: una serpiente alada con un anillo en la boca, a manera de anagrama (Kleinodo).
En esas fechas Cranach realizó una xilografía de Venus y Cupido, actualmente en el British Museum, y también su conocida Venus y Cupido (1509), a tamaño natural, en la cual combina la influencia del Renacimiento italiano con la religión y la moral del humanismo alemán, siendo la primera pintura de Venus desnuda realizada por un artista del norte de Europa. Esta obra es la primera de numerosas realizadas por Cranach con Venus como protagonista, muchas veces acompañada de Cupido.

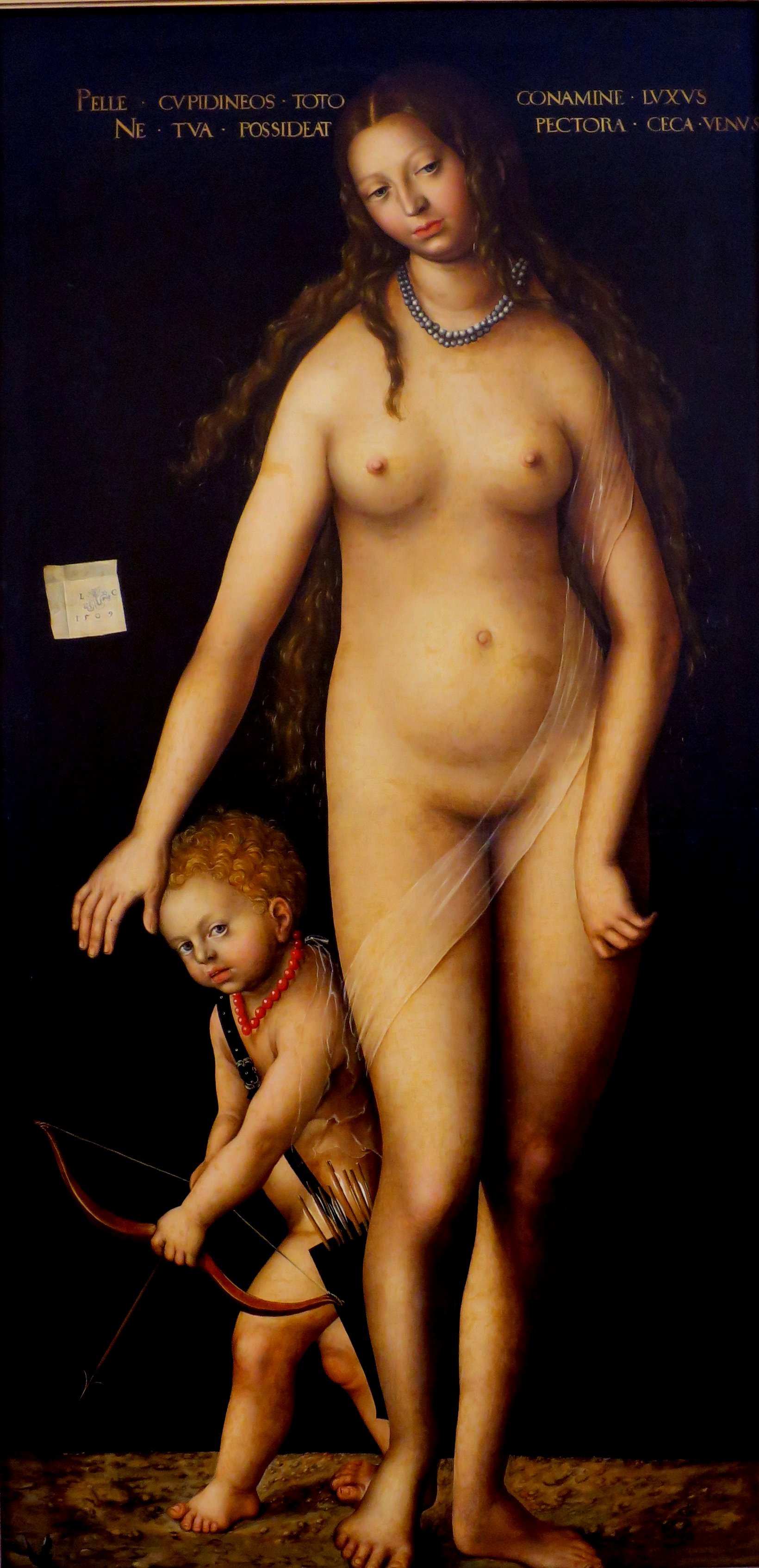
Venus y Cupido (óleo sobre lienzo,) de 1509. Museo del Hermitage, San Petersburgo

La ninfa de la fuente (Museo Thyssen-Bornemisza de Madrid).

Algún tiempo después el duque le concedió el monopolio de las boticas de la ciudad de Wittenberg, y le dio la concesión y privilegio de la edición de biblias. Las prensas de Cranach fueron usadas por Martín Lutero. Su establecimiento de farmacia permaneció abierto durante siglos y solo fue suspendido a raíz de un incendio acaecido en 1871.
La especialidad de Lucas Cranach el Viejo fueron los retratos, las escenas religiosas de mediano formato aptas para domicilios particulares y, sobre todo, los temas de mitología que daban pie a incluir desnudos femeninos. Cranach impuso en el arte un canon femenino muy peculiar, estilizado y de aspecto juvenil, con ojos almendrados, senos menudos y piernas largas. 
Cranach el Viejo organizó un activo taller, donde se realizaron múltiples pinturas religiosas y mitológicas que repetían unos modelos fijos con ligeras variantes. El anagrama de la serpiente alada se incluía en todas ellas, más como sello del taller que como garantía de autoría. Los dos hijos de Cranach, Lucas Cranach el Joven y Hans Cranach (fallecido prematuramente), colaboraron en el taller. En señal de luto por la muerte de Hans en 1537, el anagrama familiar se modificó, disponiendo las alas de la serpiente hacia abajo. Ello supone una pista cronológica que permite diferenciar las obras realizadas antes y después de tal fecha.
Las obras de mayor calidad de la familia Cranach son las de la primera época, especialmente las anteriores a los años en que ambos hijos empezaron a colaborar. Las de 1508-20 son relativamente escasas en el mercado y alcanzan precios astronómicos. Aunque Cranach el Viejo fue muy prolífico, mantuvo un nivel de calidad alto, con una ejecución muy esmerada que requería múltiples capas de pintura al óleo aplicadas en finas veladuras. A partir de la masificación del trabajo en el taller, las obras delatan una ejecución más esquemática, un colorido menos variado y un dibujo de contornos más rectos.

### Defensa del luteranismo y exilio

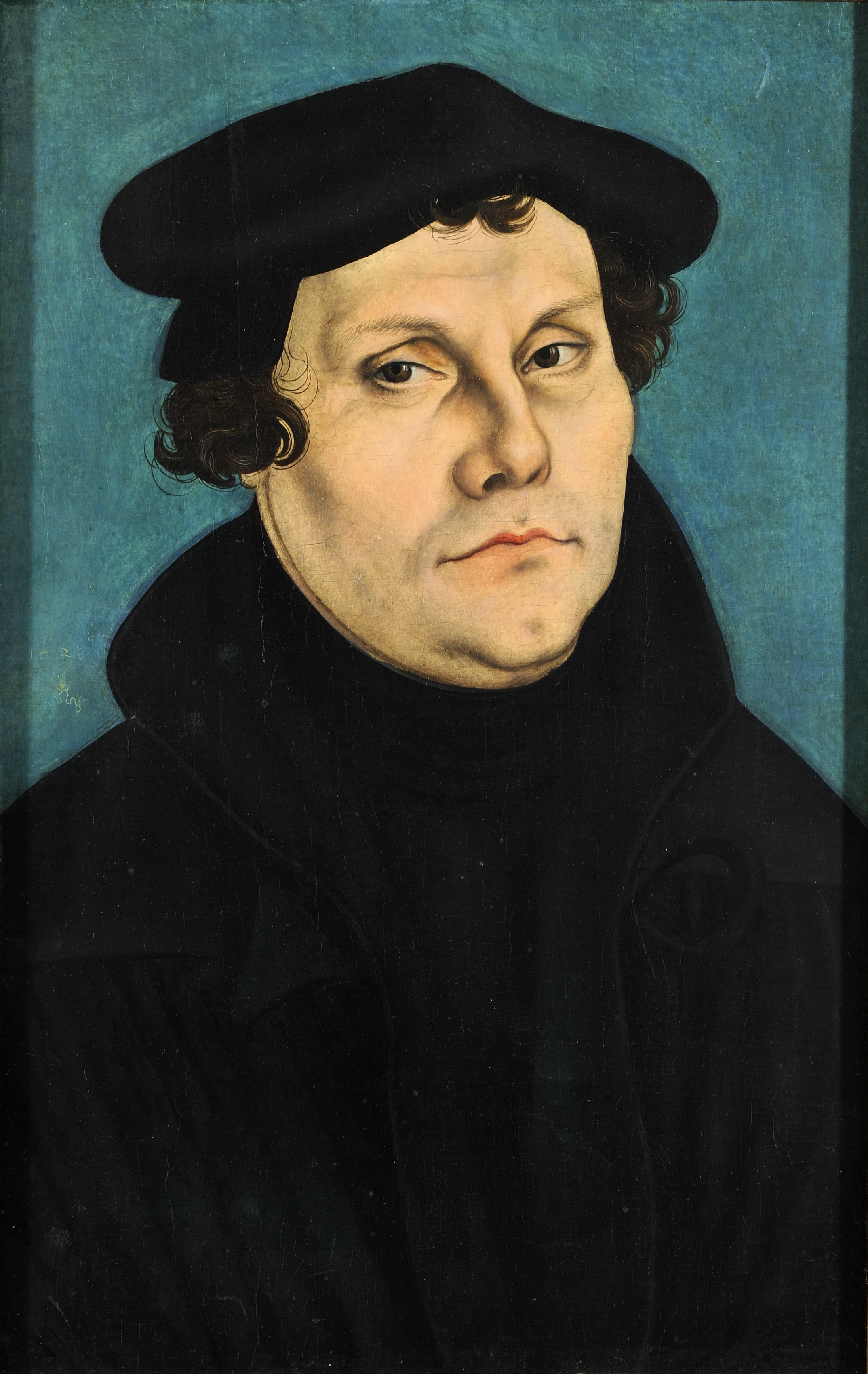
Retrato de Martín Lutero pintado por Cranach (1529, Galería Uffizi).

De una fe religiosa inicialmente católica, Cranach el Viejo pasó a apoyar fervientemente el luteranismo, promoviendo con sus retratos y grabados la fama internacional de Martín Lutero y Philip Melanchthon, de quienes fue amigo personal. Fue testigo en la boda de Lutero con Catalina de Bora y el padrino de su primogénito Juan. La segunda esposa de su hijo Lucas, Magdalene Schurff, era sobrina de Philipp Melanchthon. En algunos grabados, Cranach pareció ridiculizar al papa y a la Casa de Habsburgo. Aun así, trabajó para clientes tanto católicos como protestantes. A raíz de la derrota de las tropas protestantes ante Carlos V en la batalla de Mühlberg (1547), el elector Juan Federico I de Sajonia fue apresado y enviado al exilio a Weimar, y Cranach le acompañó, residiendo en casa de su hija Barbara, la Cranachhaus. En tales circunstancias, el pintor falleció el 16 de octubre de 1553.
Fue enterrado en la Jakobsfriedhof de Weimar, en su lápida consta como "el pintor más rápido". Fue diseñada por el amigo de Cranach, el maestro constructor ducal y maestro albañil Nikolaus Gromann. La lápida actual es una copia fiel de la original que, por razones de conservación, fue trasladada a la Herderkirche, a la izquierda del altar, en 1859.

## Reconocimientos
- Su nombre figura en el Calendario de Santos Luterano, siendo recordado el 6 de abril junto a Alberto Durero y Matthias Grünewald.

## Controversia en 2008

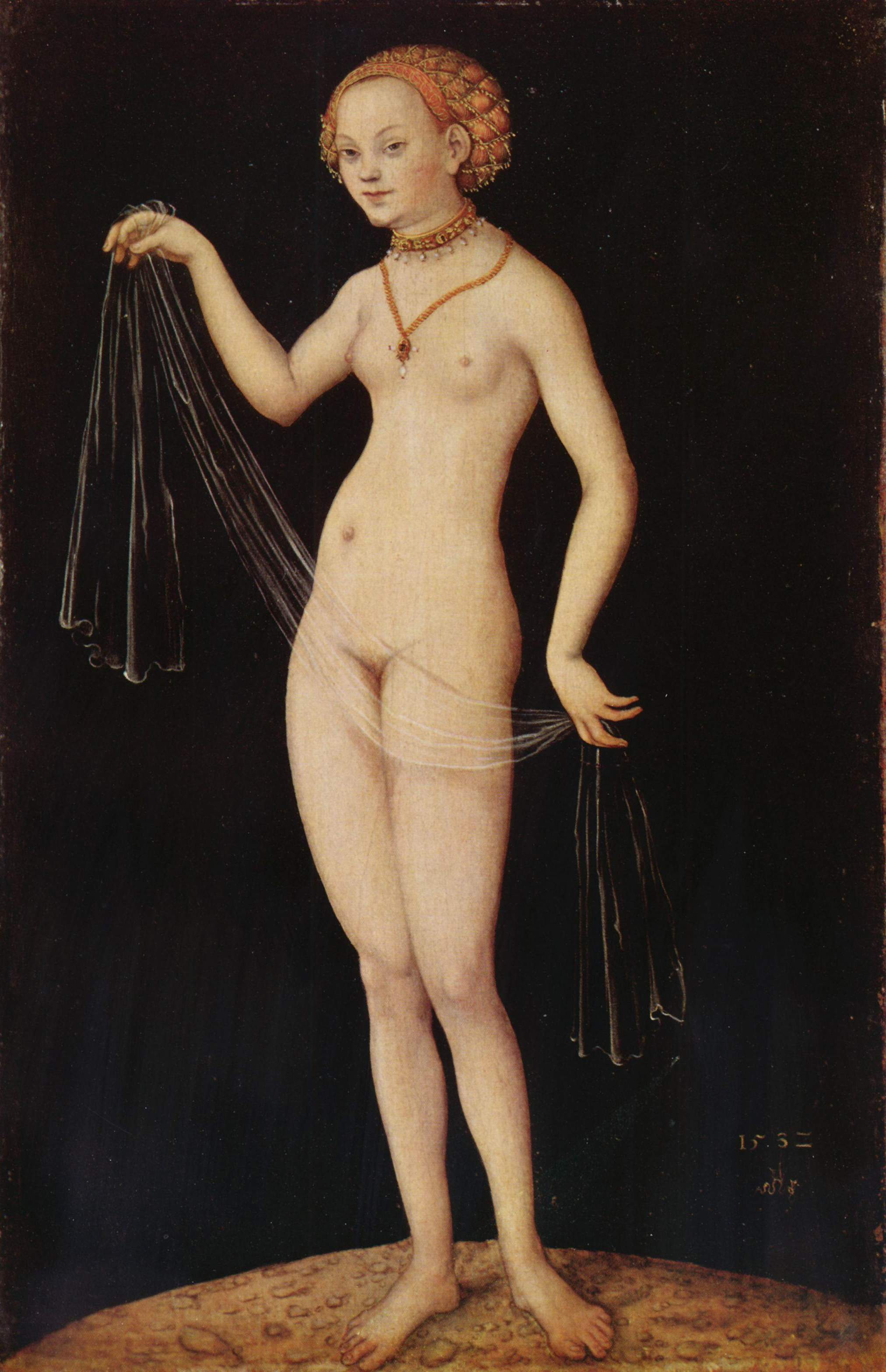
Venus desnuda usada como propaganda en un cartel y censurada.

Un desnudo femenino que representa a una Venus, que porta una gargantilla y se cubre solo con una gasa transparente que lleva en una mano, fue rechazado por la compañía que administra el Metro de Londres, porque podría herir y ofender la sensibilidad de los usuarios del Metro, especialmente los de cultura no europea poco acostumbrados a representaciones de desnudo. La pintura iba a servir para anunciar la próxima exposición dedicada al pintor renacentista alemán en la Royal Academy. La exposición se celebró del 8 de marzo al 8 de junio de 2008.

## Obras
Lucas Cranach y su taller elaboraron cerca de 5000 obras de arte, de las cuales unas 1000 perduran hoy en día. El número total de obras es desconocido, ya que no se ha emprendido ninguna investigación para el recuento de las mismas.
La presencia de los Cranach (el Viejo y sus hijos) era relativamente escasa en los museos de España hasta la apertura del Museo Thyssen-Bornemisza, que posee un nutrido fondo. Otros museos españoles con sus obras son el Museo del Prado, MNAC de Barcelona, Museo Lázaro Galdiano y el Museo de Bellas Artes de Sevilla. En 2012, un relevante ejemplo de desnudo femenino (Lucrecia, 1534) fue adquirido por el Museo de Bellas Artes de Bilbao.
Las obras que se enumeran a continuación son solo una muestra de las muchas conocidas. Algunas, especialmente de la última etapa, suscitan dudas de autoría, pues pudieron ser realizadas (total o parcialmente) por ayudantes del taller.

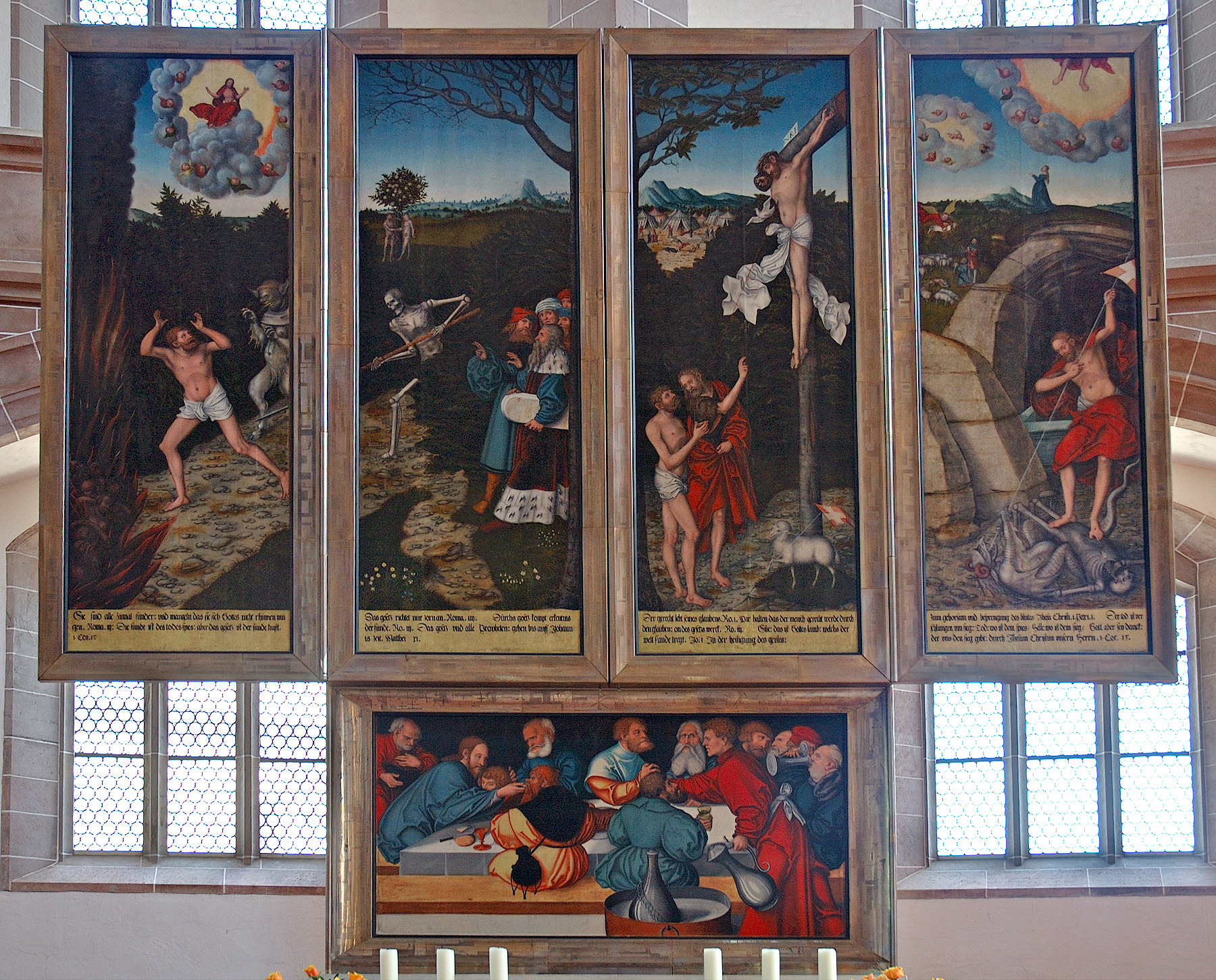
Frontal del retablo de Cranach en la iglesia de san Wolfgang, en Schneeberg.

### 1500-1509
- Crucifixión, alrededor de 1500, en Viena
- San Valentín asaetado, 1502/03, en Viena
- Crucifixión, 1503, en Múnich
- Dr. Johann Stephan Reuss, 1503, en Núremberg
- La esposa del Dr. Johann Stephan Reuss, 1503, en la Gemäldegalerie de Berlín
- Dr. Johannes Cuspinian, 1503, en Winterthur
- Retrato de Anna Cuspinian, 1503, en Winterthur
- Descanso en la huida a Egipto, 1504, en la Gemäldegalerie de Berlín
- El martirio de Santa Catalina, 1506, ala interior izquierda del altar de Dresde, en la Gemäldegalerie
- El martirio de Santa Catalina, 1508, Colección Raday de la iglesia reformada, Budapest
- Venus y Amor, 1509, en el Hermitage, San Petersburgo
- Christoph Scheurl, 1509, en Wittenberg
- Altar de la Resurrección de Cristo, 1509/10, en Kassel

### 1510-1519
- San Eustaquio, 1515, en el Museo Liechtenstein de Viena
- Pareja de amor desigual, 1517, MNAC de Barcelona

### 1520-1529
- El cardenal Alberto de Brandeburgo ante Cristo crucificado, alrededor de 1520, en Múnich
- Adán y Eva, entre 1520 - 1525, en Museo Soumaya, Ciudad de México
- Cristo y la adúltera, alrededor de 1520, en Kronach
- Bild eines bartlosen jungen Mannes, 1522, National Gallery of Art, Washington
- Christus als Schmerzensmann am offenen Grabe, 1524, Augustinermuseum, Friburgo de Brisgovia
- Drei vornehm gekleidete Damen, 1525/1530, en Viena
- Judit con dos acompañantes, 1525, en Remagen
- La Virgen y el Niño con un racimo de uvas, alrededor de 1525, en Múnich
- Princesa Sibila de Cléveris, 1526, en Weimar
- San Antonio como ermitaño, 1520/25, en Leitmeritz
- Hans Lutero, 1527, en Eisenach
- Hans Lutero Papierzeichnung, 1527, en Viena
- Margarita Lutero, 1527, en Eisenach
- Catalina de Bora, alrededor de 1526, en Hamburgo
- Catalina de Bora, 1526, en Eisenach
- Martín Lutero, 1526, en Hamburgo
- Martín Lutero, 1526, en Eisenach

### 1530-1539

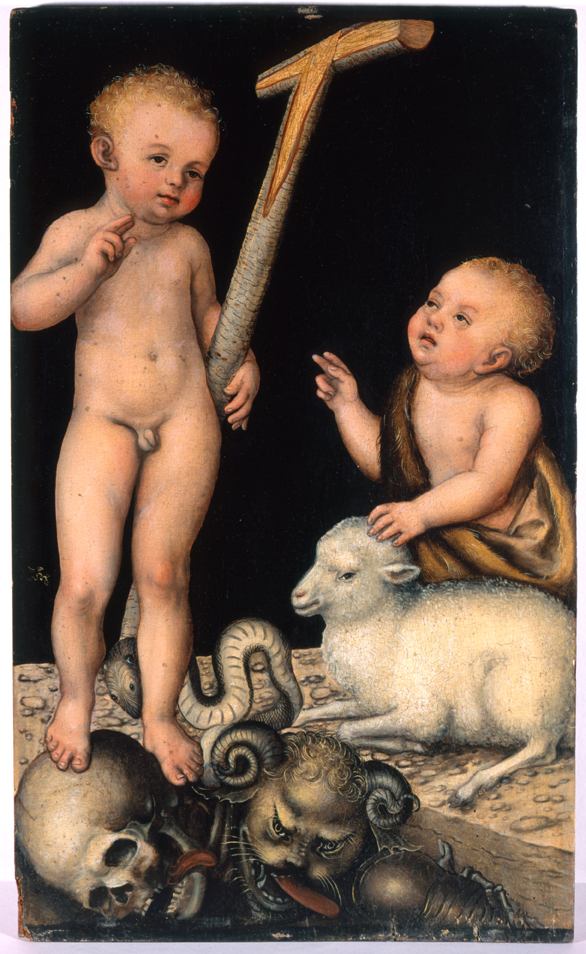
El niño Dios con San Juan Bautista, en el Museo Soumaya

- Las Tres Gracias, alrededor de 1530, en Cambridge
- La Edad de Oro, alrededor de 1530, en Oslo
- La Edad de Oro, alrededor de 1530, en Múnich
- La ninfa de la fuente, 1530, Museo Thyssen-Bornemisza, Madrid
- Johannes-Bugenhagen, 1532, en Hamburgo
- Friedrich der Weise, 1532, en Kronach
- Johann der Beständige, 1532, en Kronach
- Johann der Beständige, 1532, en Weimar
- Johann der Beständige, 1532, en Hamburgo
- Los tres electores de Sajonia, 1532, en Hamburgo
- Melancolía, 1532
- La crucifixión, 1532, Museo de Arte de Indianápolis
- Kurfürst Johann Friedrich von Sachsen mit den Reformatoren, 1532/39, en Toledo
- Venus, 1532, Städel
- Gregor Brück, 1533, en Núremberg
- Venus y Cupido ladrón de miel, 1534, en Múnich
- Lucrecia, 1534, en el Museo de Bellas Artes de Bilbao
- Der Hauptmann unter dem Kreuz, 1536, en Washington
- Justicia como mujer desnuda con espada y balanza, 1537, en Ámsterdam
- La Crucifixión, 1538, en el Museo de Bellas Artes de Sevilla
- Dos Cacerías en el castillo de Torgau, Museo del Prado, Madrid
- La Virgen con el Niño y ángeles, Museo del Prado, Madrid
- El niño Dios con San Juan Bautista (Cranach el Viejo), Museo Soumaya, México, 1538-1540

### 1540-1549
- Bildnis eines Unbekannten, Porträtaufnahme, alrededor de 1540, en Reims
- Herzog Ernst IV. von Braunschweig-Gubenhagen (boceto), 1540/45, en Reims
- Caridad, 1540, Museo Real de Bellas Artes de Amberes
- Cacería cerca del castillo Hartenfels, 1540, en Cleveland
- La Virgen con el Niño y San Juan Bautista, 1540/50, en una colección privada
- Martín Lutero, 1543, en Hamburgo
- Philipp Melanchthon, 1543, en Hamburgo
- Martín Lutero, en la Gemäldegalerie de Berlín
- La fuente de eterna juventud, 1546, Gemäldegalerie de Berlín.
- Diana y Acteón, en Hartford

### 1550-fallecimiento
- Altar mayor en Torgau
- Altar mayor en Dessau
- Gnadenbild Mariahilf, en Innsbrucker Dom
- Altar en St. Wolfgangskirche, en Schneeberg.
- Retablo de Weimar

## Estatuas y monumentos dedicados
- Monumento a Lucas Cranach el Viejo en Cranachhof, Wittenberg
- Tabla en honor de Lucas Cranach en Cranachhof, Wittenberg
- Medallón en la Iglesia de Todos los Santos, Wittenberg.
- Monumento en la iglesia de Zwickau, realizado en 1890/91
- Busto en Weimar, realizado por Adolph Donndorf en 1886
- Busto, en Kronach.

### Calles
- Lukas-Cranach-Straße en la ciudad alemana de Bottrop
- Lucas-Cranach-Straße en la ciudad alemana de Deggendorf
- Lucas-Cranach-Straße en Kronach en la parte del casco histórico de la ciudad, en el mismo sitio donde se ubica su casa de nacimiento.
- Lucas Cranach Straße en la ciudad de Lutherstadt.

## Galería

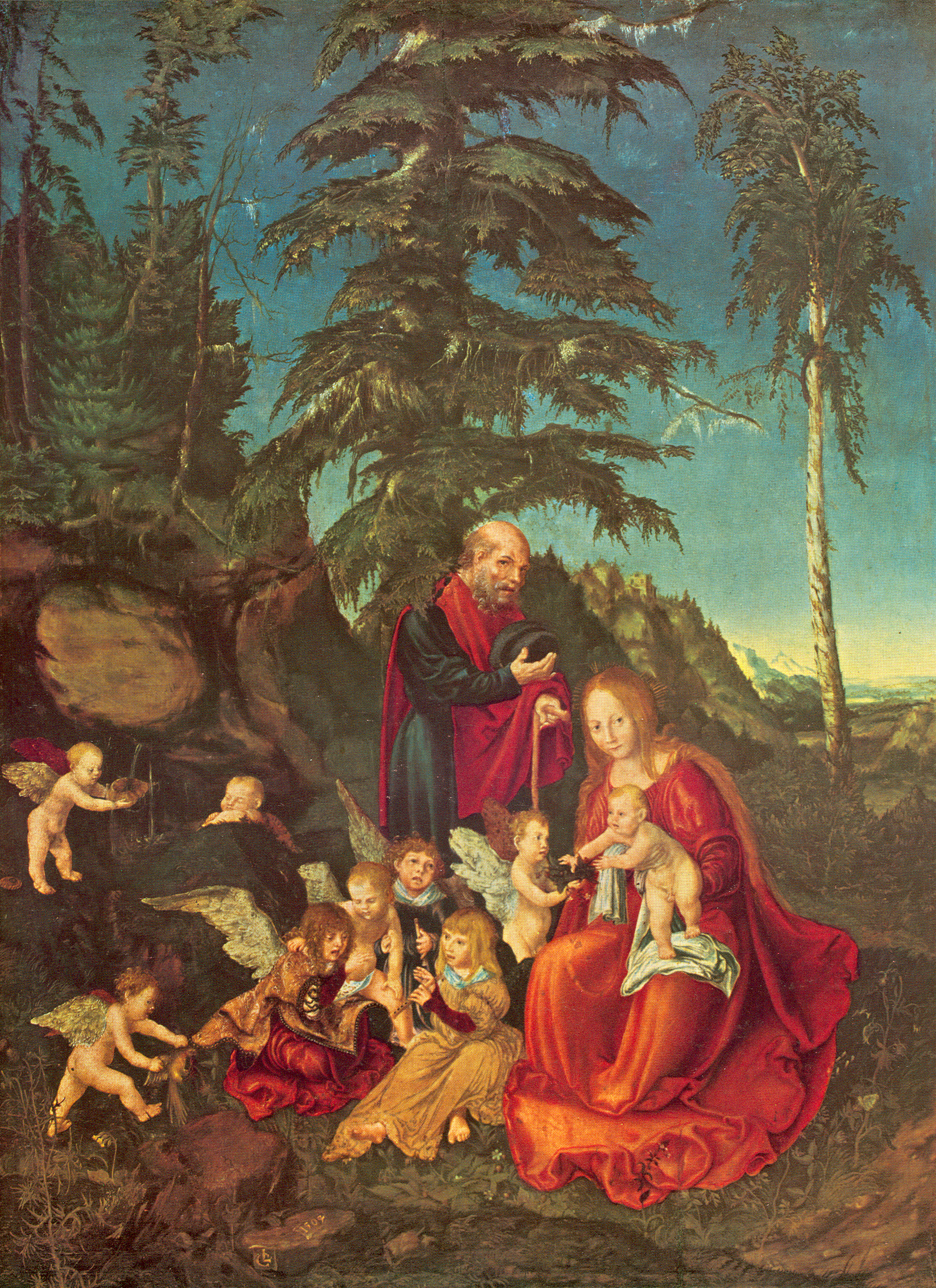
Descanso en la huida a Egipto
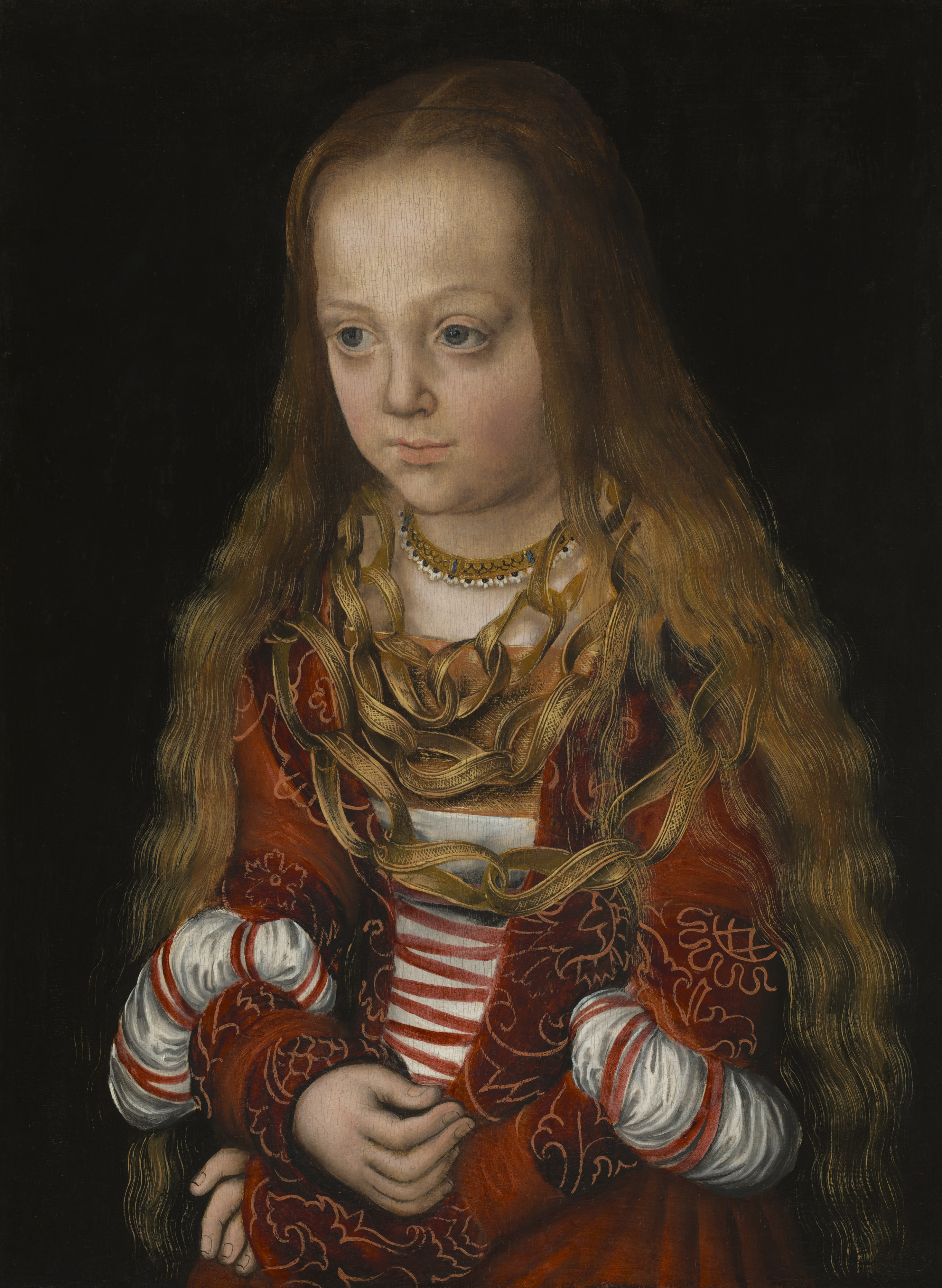
Una princesa sajona niña
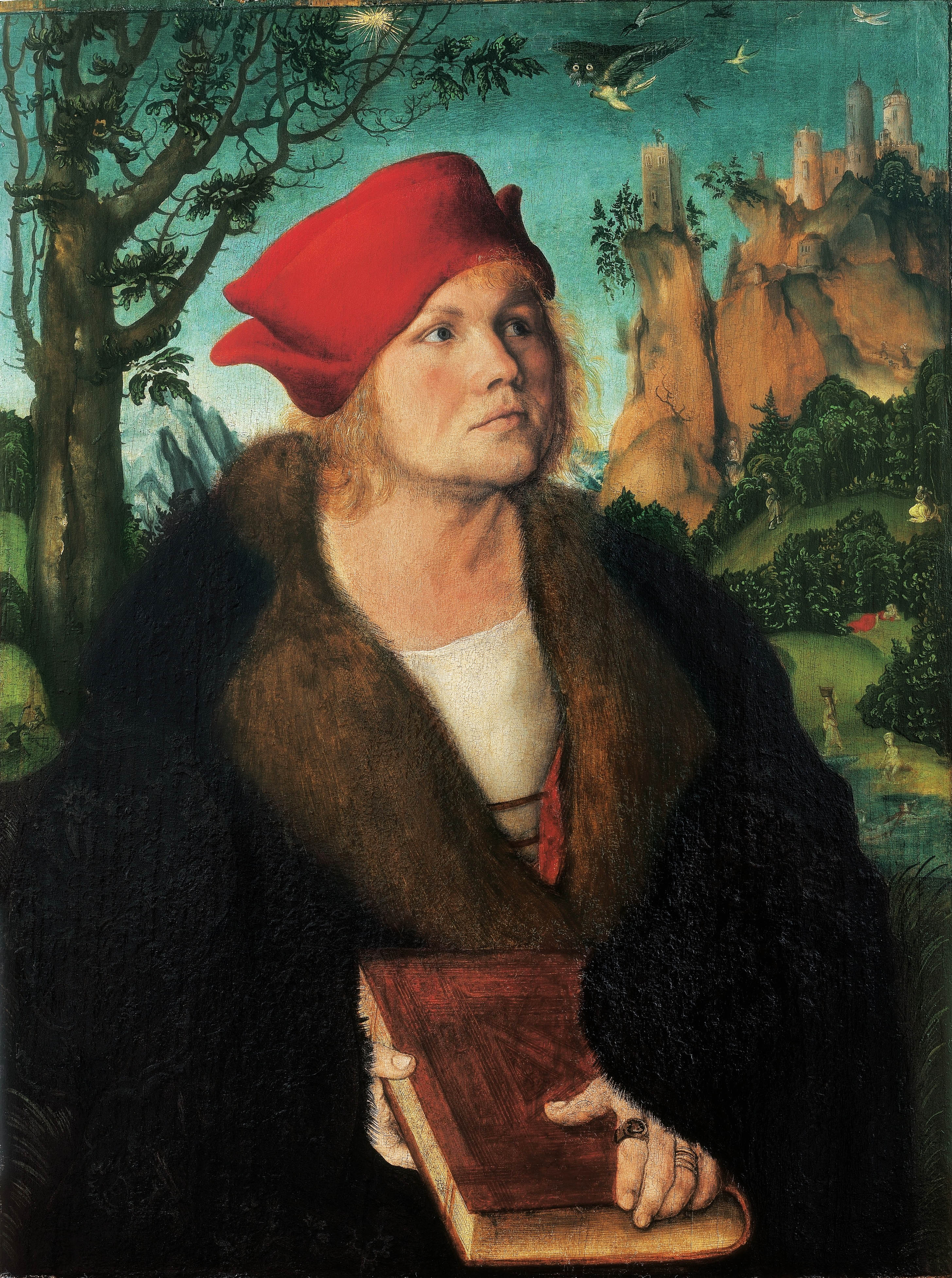
Johannes Cuspinian
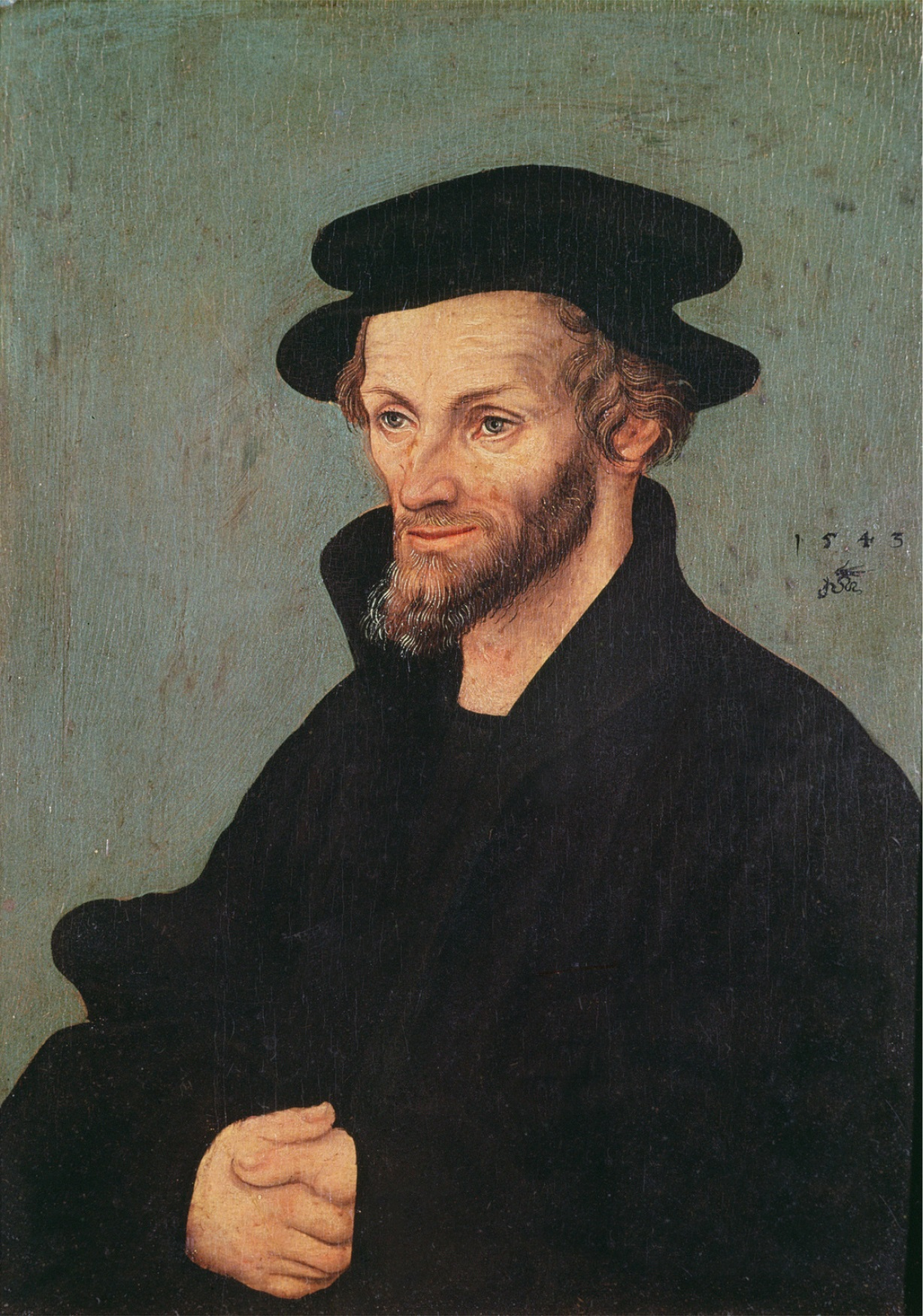
Philipp Melanchthon
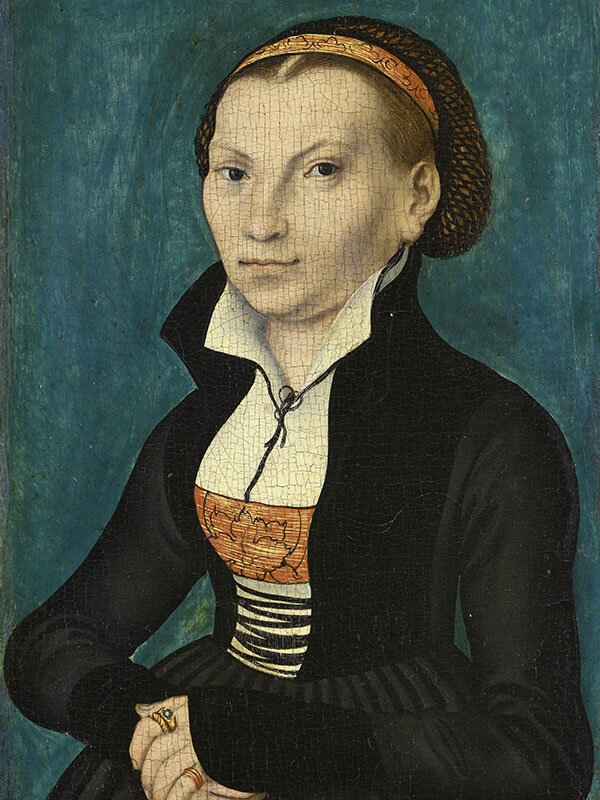
Catalina de Bora
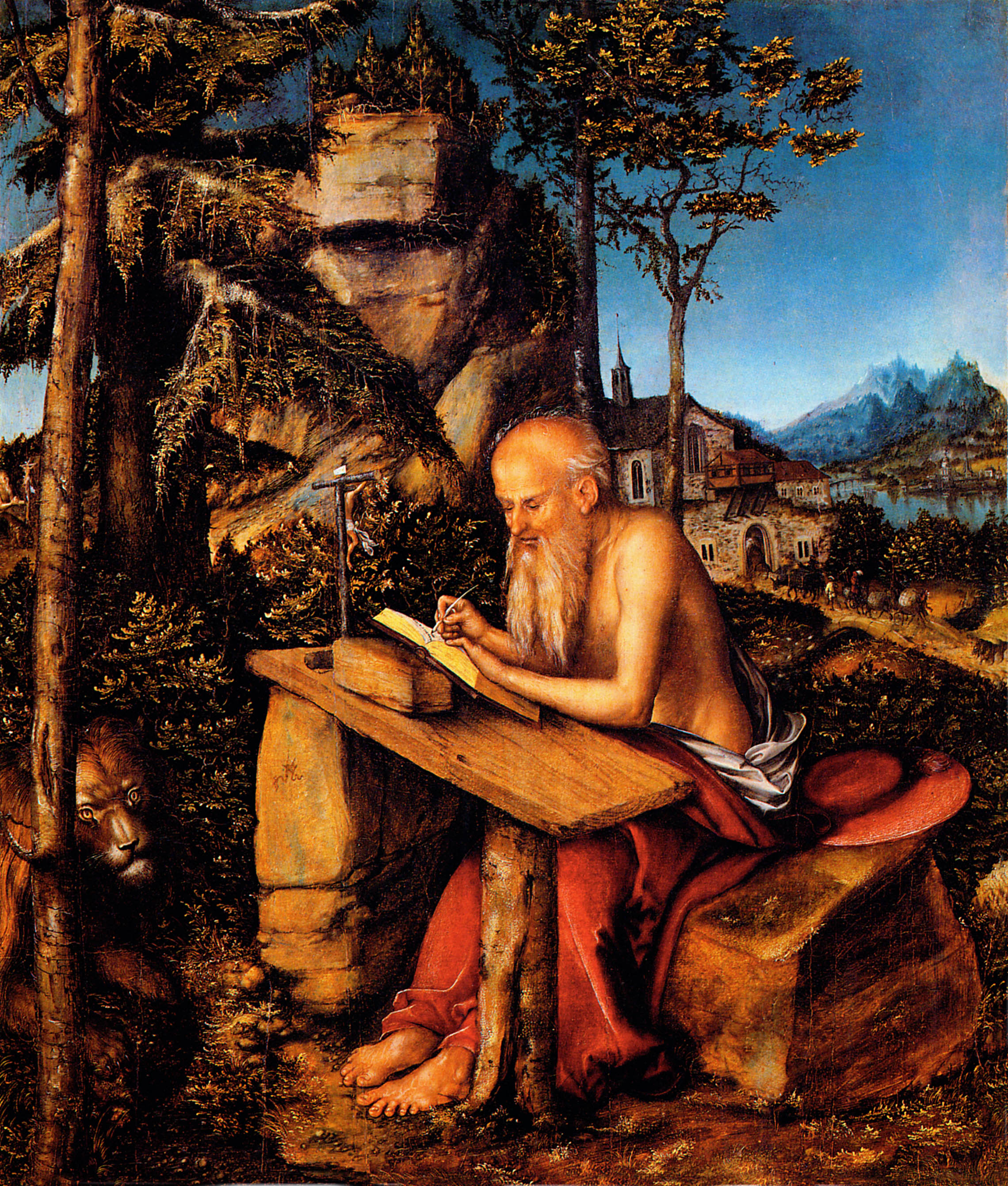
San Jerónimo
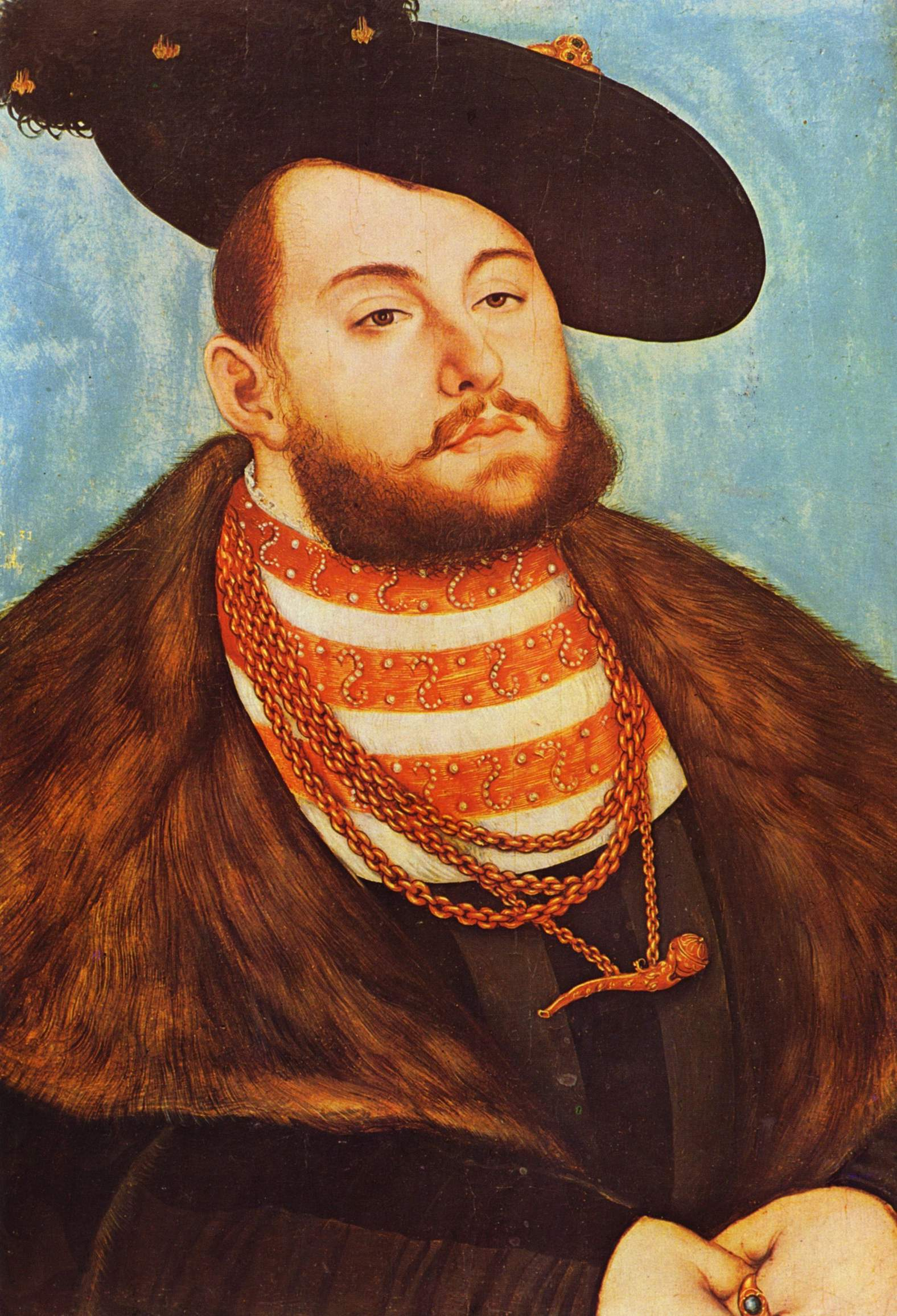
Juan Federico el Magnánimo, príncipe elector de Sajonia
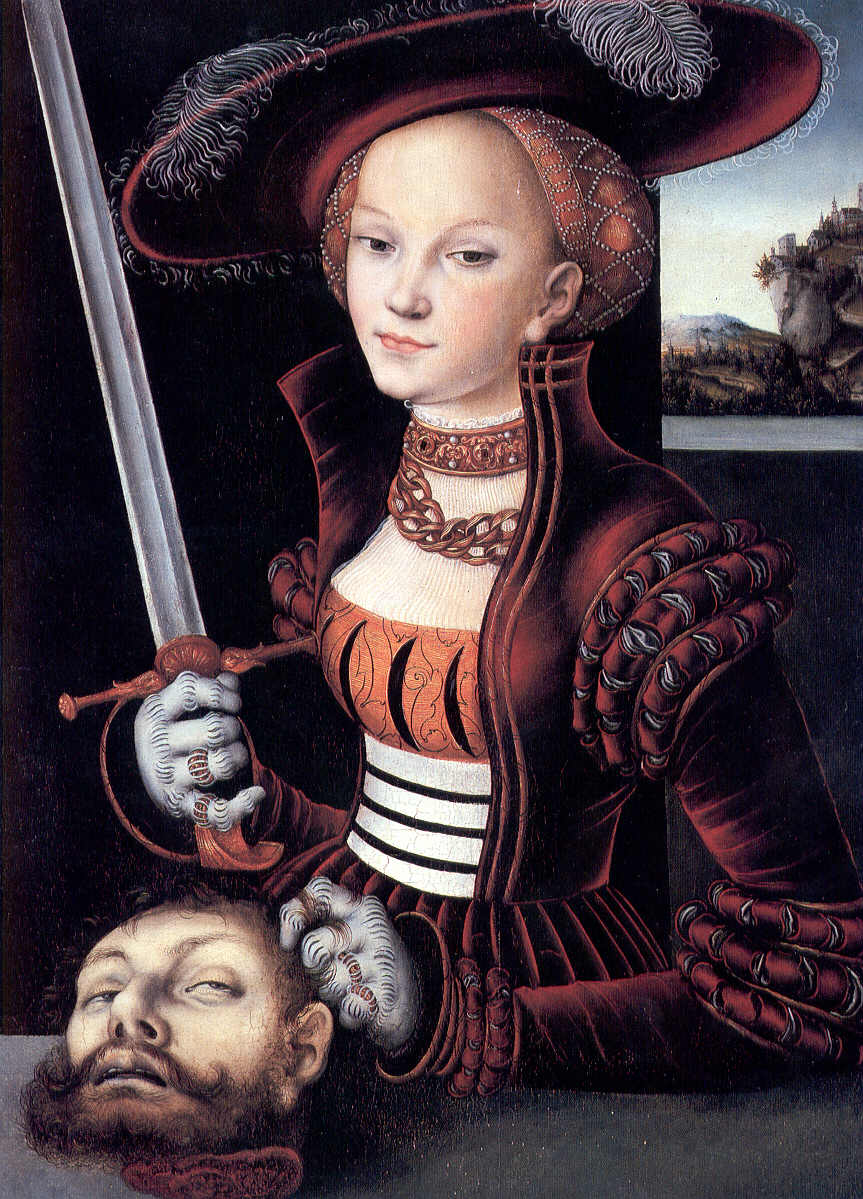
Judit
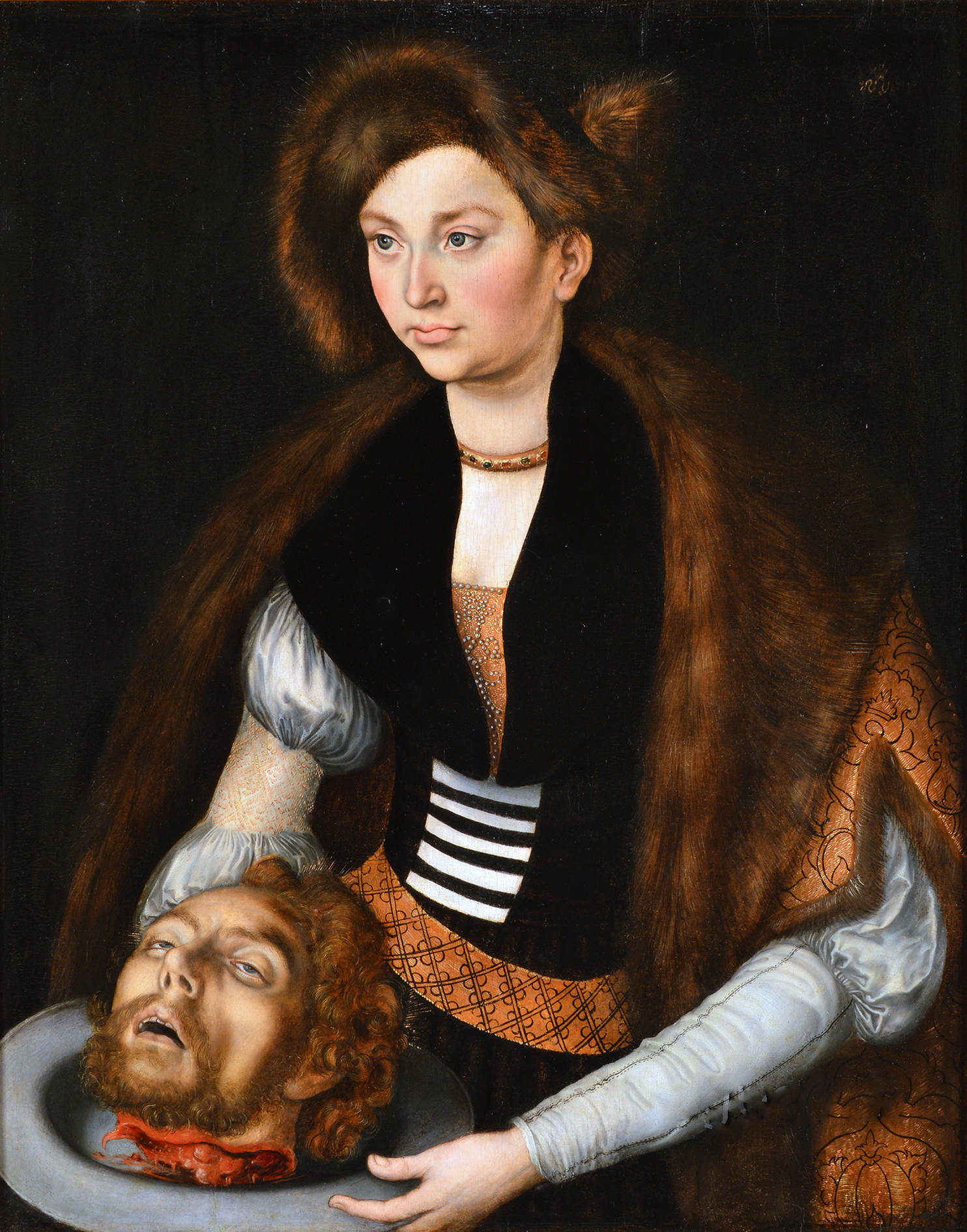
Salomé
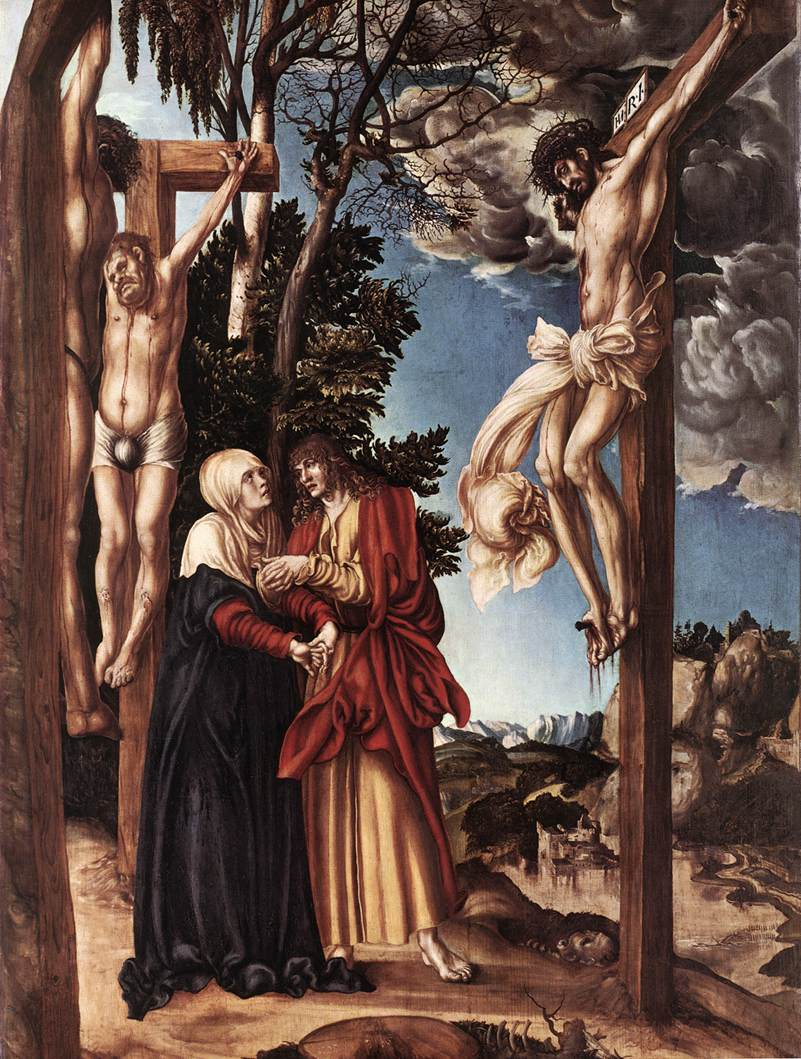
Crucifixión, 1503
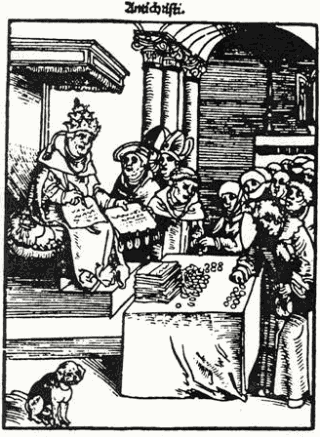
Anticristo, grabado, 1521